# Udeşti
Udeşti é uma comuna romena localizada no distrito de Suceava, na região de Moldávia e Bucovina. A comuna possui uma área de 76.21 km² e sua população era de 7638 habitantes segundo o censo de 2007.